# Tiofosforsyra
Tiofosforsyra är ett samlingsnamn för derivat av fosforsyra där en eller flera syreatomer har blivit ersatta med svavelatomer.

## Varianter
- Monotiofosforsyra har formeln H3PSO3.
- Ditiofosforsyra har formeln H3PS2O2.
- Tritiofosforsyra har formeln H3PS3O.
- Tetratiofosforsyra har formeln H3PS4.

## Framställning
Ditiofosforsyra kan framställas genom att fosforpentasulfid (P2S5) löses upp i en stark bas, till exempel bariumhydroxid (Ba(OH)2), vilket ger ditiofosfat-salt som sedan behandlas med svavelsyra (H2SO4).
{\displaystyle {\rm {P_{2}S_{5}+3\ Ba(OH)_{2}\rightarrow Ba_{3}(PO_{2}S_{2})_{2}+2\ H_{2}O+H_{2}S}}}
{\displaystyle {\rm {Ba_{3}(PO_{2}S_{2})_{2}+3\ H_{2}SO_{4}\rightarrow 2\ H_{3}PO_{2}S_{2}+3\ BaSO_{4}}}}
Monotiofosforsyra kan sedan utvinnas genom ofullständig hydrolys.
{\displaystyle {\rm {H_{3}PO_{2}S_{2}+H_{2}O\rightarrow H_{3}PO_{3}S+H_{2}S}}}

## Användning
Tiofosforsyra har teoretisk betydelse som grundsten för tiofosfat-estrar som förekommer i bekämpningsmedel och kemiska vapen. Ren tiofosforsyra är dock instabil varför fosforpentasulfid eller tiofosforylklorid (PSCl3) brukar användas som reaktant i stället.